# Miasto grzechu

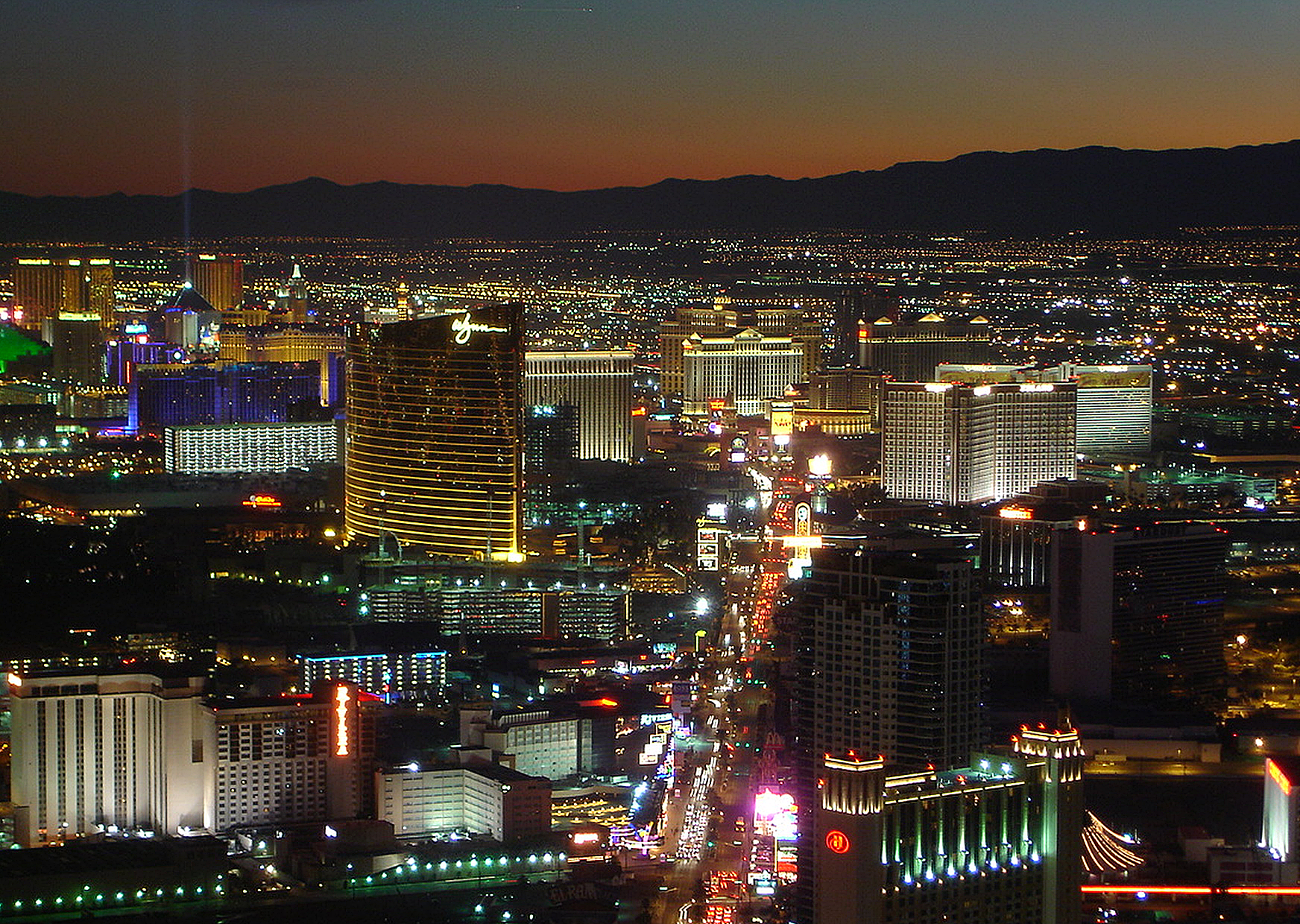
Las Vegas jako miasto grzechu

Miasto grzechu – obszar miejski (cały lub jego część), który skupia różne przejawy rozpusty (zarówno zgodnej z prawem, jak i nielegalnej); przykładem takiego miasta jest amerykańskie Las Vegas.
Przykłady szeroko rozumianej rozpusty obejmują m.in.: działalność związana z erotyką (prostytucja, kluby ze striptizem, sex shopy), hazardem (kasyna, zakłady), środkami uzależniającymi (alkohol, narkotyki), a nawet ze zorganizowaną przestępczością oraz funkcjonowaniem gangów. W przypadku, gdy obszary występowania tych czynników są stosunkowo niewielkie, określa się je mianem dzielnic czerwonych latarni – strefa ta istnieje chociażby w Amsterdamie, w Holandii.

## Miasta grzechu
Do miast i obszarów, które posiadają reputację miast grzechu zalicza się:
Azja
- Pattaya, Tajlandia (prostytucja, używki, clubbing)
- Bangkok, Tajlandia (prostytucja, używki, clubbing)
- Makau, Chiny (hazard, przestępczość zorganizowana, clubbing, prostytucja, używki)[1][2]
- Ajia Napa, Cypr (używki, clubbing)[3][4]

Europa
- Soho, Londyn, Wielka Brytania (prostytucja)[5]
- Ibiza, Hiszpania (clubbing, używki)
- Amsterdam, Holandia (prostytucja, używki, sex shopy, sex kluby)
- Hamburg, Niemcy (prostytucja, sex shopy, sex kluby)

Ameryka Północna
- Atlantic City (hazard, alkohol, prostytucja; w przeszłości przestępczość zorganizowana, domy publiczne, korupcja)
- Lynn (hazard, używki, prostytucja, działalność gangów, przestępczość zorganizowana, kluby ze striptizem)
- Las Vegas (hazard, łatwość zawierania małżeństw i rozwodów, kluby ze striptizem, przestępczość zorganizowana, clubbing, prostytucja – mimo że zgodnie z prawem jest nielegalna, "What happens in Vegas, stays in Vegas")
- Hollywood, Los Angeles (film, telewizja, modeling, muzyka, chirurgia plastyczna, przemysł pornograficzny, clubbing, używki, działalność gangów)
- Reno (hazard, prostytucja, używki, kluby ze striptizem, clubbing, łatwość zawierania małżeństw i rozwodów)

Oceania
- Kings Cross, Sydney, Australia (prostytucja, używki, kluby ze striptizem, clubbing)

Ameryka Południowa
- Rio de Janeiro, Brazylia (prostytucja, korupcja, używki, działalność gangów, clubbing)

### Dawne miasta grzechu
Azja
- Szanghaj, Chiny (w latach 20. i 30. XX wieku; przestępczość zorganizowana, opium, hazard, korupcja, prostytucja)[6]

Europa
- Berlin, Republika Weimarska (w latach 20. i na początku lat 30. XX wieku; prostytucja, kabarety, dekadencja)

Ameryka Północna
- Nowy Jork (koniec XIX wieku; prostytucja, domy publiczne, hazard, korupcja, opium, działalność gangów, przestępczość zorganizowana)
- Times Square, Nowy Jork (od połowy lat 60. do lat 90. XX wieku; prostytucja, pornografia, sex shopy, przestępczość zorganizowana)
- Storyville (od roku 1897 do roku 1917; prostytucja, domy publiczne, hazard)
- Chicago (w latach 20. i 30. XX wieku; prostytucja, hazard, przestępczość zorganizowana i działalność gangów)
- Galveston (od lat 20. do roku 1957; prostytucja, hazard, przestępczość zorganizowana, alkohol, korupcja)